# Żołoby (obwód tarnopolski)
Żołoby (ukr. Жолоби) – wieś na Ukrainie w rejonie krzemienieckim należącym do obwodu tarnopolskiego.